# Lijst van gemeentelijke monumenten in Delft/Centrum-West

Buurt 02: Centrum-West

De buurt Centrum-West in het centrum van de gemeente Delft kent 158 gemeentelijke monumenten. Hieronder een overzicht.
| Object | Bouwjaar  | Architect                    | Locatie                                         | Coördinaten                  | Nr.       | Afbeelding |
| --- | --------- | ---------------------------- | ----------------------------------------------- | ---------------------------- | --------- | --- |
| Blokje van twee panden met beneden- en bovenwoningen en een winkelruimte, rond 1900 gebouwd in een rijke eclectische bouwtrant met elementen uit classicisme en neorenaissance. | 1900      |                              | Annastraat 29/31a                               | 52° 0' 59" NB, 4° 21' 13" OL | 0503/1836 | Blokje van twee panden met beneden- en bovenwoningen en een winkelruimte, rond 1900 gebouwd in een rijke eclectische bouwtrant met elementen uit classicisme en neorenaissance. |
| Pand, in oorsprong een stalgebouw in sobere traditionele vormen, mogelijk daterend uit de 18de eeuw. In het derde kwart van de 20ste eeuw verbouwd tot woonhuis. | 1700-1799 |                              | Annastraat 47                                   | 52° 1' 0" NB, 4° 21' 12" OL  | 0503/1189 | Pand, in oorsprong een stalgebouw in sobere traditionele vormen, mogelijk daterend uit de 18de eeuw. In het derde kwart van de 20ste eeuw verbouwd tot woonhuis. |
| Beneden- en bovenwoning in blokje van twee benedenwoningen en twee bovenwoningen uit het laatste kwart van de 19de eeuw in sobere classicistische vormen. De woningen zijn van belang als deel van het blokje Bagijnhof 5/5a-7/7a. Het is een relatief gaaf voorbeeld van laat-19de-eeuwse woningbouw in de oude binnenstad. Een toegevoegde waarde wordt gevormd door de ligging aan het Bagijnhof en de bijdrage aan de herkenbaarheid van dat plein. | 1875-1900 |                              | Bagijnhof 5                                     | 52° 0' 48" NB, 4° 21' 9" OL  | 0503/96   | Beneden- en bovenwoning in blokje van twee benedenwoningen en twee bovenwoningen uit het laatste kwart van de 19de eeuw in sobere classicistische vormen. De woningen zijn van belang als deel van het blokje Bagijnhof 5/5a-7/7a. Het is een relatief gaaf voorbeeld van laat-19de-eeuwse woningbouw in de oude binnenstad. Een toegevoegde waarde wordt gevormd door de ligging aan het Bagijnhof en de bijdrage aan de herkenbaarheid van dat plein. |
| Beneden- en bovenwoning in blokje van twee benedenwoningen en twee bovenwoningen uit het laatste kwart van de 19de eeuw in sobere classicistische vormen. | 1875-1900 |                              | Bagijnhof 7                                     | 52° 0' 48" NB, 4° 21' 9" OL  | 0503/67   | Beneden- en bovenwoning in blokje van twee benedenwoningen en twee bovenwoningen uit het laatste kwart van de 19de eeuw in sobere classicistische vormen. |
| Hofje van Almonde, bestaande uit een rijtje van zeven woningen. Het hofje is in 1607 door Magdalena van Almonde gesticht in een bestaand huis, maar is in 1855 herbouwd in de huidige opzet met een rij huisjes in een sobere traditioneel-classicistische stijl. | 1607      |                              | Bagijnhof 10/12/14/16/18/20/22                  | 52° 0' 49" NB, 4° 21' 7" OL  | 0503/1779 | Hofje van Almonde, bestaande uit een rijtje van zeven woningen. Het hofje is in 1607 door Magdalena van Almonde gesticht in een bestaand huis, maar is in 1855 herbouwd in de huidige opzet met een rij huisjes in een sobere traditioneel-classicistische stijl. |
| Dubbel woonhuis, in 1881 gebouwd in een sobere traditionalistisch-classicistische stijl. | 1880      |                              | Bagijnhof 27/27a                                | 52° 0' 49" NB, 4° 21' 12" OL | 0503/1778 | Upload foto |
| Pand met beneden- en bovenwoning negentiende-eeuws van karakter, in oorsprong mogelijk ouder. | 1800-1900 |                              | Bagijnhof 60                                    | 52° 0' 50" NB, 4° 21' 10" OL | 0503/1780 | Upload foto |
| Woonhuis, in blokje van twee arbeiderswoningen uit het derde kwart van de negentiende eeuw, mogelijk met gebruikmaking van oudere bouwdelen van een pand ter plaatse, voorgevel in sobere traditioneel-classicistische bouwtrant. | 1850-1875 |                              | Bagijnhof 74                                    | 52° 0' 49" NB, 4° 21' 9" OL  | 0503/1781 | Woonhuis, in blokje van twee arbeiderswoningen uit het derde kwart van de negentiende eeuw, mogelijk met gebruikmaking van oudere bouwdelen van een pand ter plaatse, voorgevel in sobere traditioneel-classicistische bouwtrant. |
| Woonhuis, in blokje van twee arbeiderswoningen uit het derde kwart van de negentiende eeuw, mogelijk met gebruikmaking van oudere bouwdelen van een pand ter plaatse, voorgevel in sobere traditioneel-classicistische bouwtrant. | 1850-1875 |                              | Bagijnhof 76                                    | 52° 0' 49" NB, 4° 21' 9" OL  | 0503/1782 | Woonhuis, in blokje van twee arbeiderswoningen uit het derde kwart van de negentiende eeuw, mogelijk met gebruikmaking van oudere bouwdelen van een pand ter plaatse, voorgevel in sobere traditioneel-classicistische bouwtrant. |
| Pand met beneden- en bovenwoning, rond 1913 gebouwd volgens ontwerp van C.J.L. Kersbergen in een verzorgde traditionele bouwtrant. Het is met het rechts naastgelegen, in principe identieke, pand van belang als werk in het oeuvre van C.J.L. Kersbergen en als goed en relatief gaaf bewaard gebleven voor- beeld van stedelijk traditionalistische woningbouw in het eerste kwart van de 20ste eeuw. | 1913      | C.J.L. Kersbergen            | Bagijnhof 96 (was eerst 96 en 98)               | 52° 0' 49" NB, 4° 21' 10" OL | 0503/28   | Upload foto |
| Pand met beneden- en bovenwoning, rond 1913 gebouwd volgens ontwerp van C.J.L. Kersbergen in een verzorgde traditionele bouwtrant. Het is met het links naastgelegen, in principe identieke, pand van belang als werk in het oeuvre van C.J.L. Kersbergen en als goed en relatief gaaf bewaard gebleven voor- beeld van stedelijk traditionalistische woningbouw in het eerste kwart van de 20ste eeuw. | 1913      | C.J.L. Kersbergen            | Bagijnhof 100/102                               | 52° 0' 49" NB, 4° 21' 11" OL | 0503/101  | Upload foto |
| Zandstenen poortje, gemaakt omstreeks 1620. Oorspronkelijk behorende bij het huis van de in Leiden woonachtige familie Elsevier. Met deze familie in 1648 meeverhuisd naar hun huis aan de Koornmarkt 48 te Delft. In 1911 verkocht en geplaatst in de tuin van de Nieuwe Plantage 66. In 1990 bij een veiling bij Christie's van tuinornamenten en beeldhouwwerk door een anonieme schenker verworven en aan de gemeente Delft geschonken. In 1991 geplaatst in de tuinmuur van het pand Bagijnhof 114 dat als rijksmonument is beschermd.                  | 1620      |                              | Bagijnestraat 0, in tuinmuur bagijnhof 114      | 52° 0' 50" NB, 4° 21' 12" OL | 0503/2217 | Upload foto |
| Pand met overwegend 19de-eeuws karakter op rechthoekige plattegrond en met drie bouwlagen en een zolder onder een schilddak. Een toegevoegde waarde wordt gevormd door de ligging aan de oostelijke kop van het Bagijnhof. | 1800-1900 |                              | Bagijnhof 122a                                  | 52° 0' 50" NB, 4° 21' 14" OL | 0503/316  | Pand met overwegend 19de-eeuws karakter op rechthoekige plattegrond en met drie bouwlagen en een zolder onder een schilddak. Een toegevoegde waarde wordt gevormd door de ligging aan de oostelijke kop van het Bagijnhof. |
| Winkelwoonhuis, in opzet 16de-eeuws, verhoogd in de 19de eeuw, gevel daarbij gemoderniseerd in de classicistische trant. Het is bouwhistorisch van belang als in oorsprong vrij rijk pand uit de 16de eeuw. | 1500-1600 |                              | Binnenwatersloot 12/12a                         | 52° 0' 35" NB, 4° 21' 22" OL | 0503/142  | Winkelwoonhuis, in opzet 16de-eeuws, verhoogd in de 19de eeuw, gevel daarbij gemoderniseerd in de classicistische trant. Het is bouwhistorisch van belang als in oorsprong vrij rijk pand uit de 16de eeuw. |
| Winkelwoonhuis in opzet 17de-eeuws of ouder. Voorgevel in de 19de eeuw gemoderniseerd in classicistische trant. Het is bouwhistorisch van belang als relatief compleet pand uit de 17de eeuw of ouder dat als zodanig goed herkenbaar is. | 1600-1700 |                              | Binnenwatersloot 14/14a                         | 52° 0' 35" NB, 4° 21' 22" OL | 0503/143  | Winkelwoonhuis in opzet 17de-eeuws of ouder. Voorgevel in de 19de eeuw gemoderniseerd in classicistische trant. Het is bouwhistorisch van belang als relatief compleet pand uit de 17de eeuw of ouder dat als zodanig goed herkenbaar is. |
| Winkelwoonhuis in eclectisch-classicistische vormen uit ca. 1900. Het is typologisch van belang als voorbeeld van een winkelwoonhuis met pakhuisverdieping. De gevel is een goed voorbeeld van een sobere eclectisch-classicistische bouwstijl met een overwegend gaaf bewaarde goed vormgegeven pui. | 1900      |                              | Binnenwatersloot 16                             | 52° 0' 35" NB, 4° 21' 22" OL | 0503/144  | Winkelwoonhuis in eclectisch-classicistische vormen uit ca. 1900. Het is typologisch van belang als voorbeeld van een winkelwoonhuis met pakhuisverdieping. De gevel is een goed voorbeeld van een sobere eclectisch-classicistische bouwstijl met een overwegend gaaf bewaarde goed vormgegeven pui. |
| Winkelwoonhuis, in opzet 17de-eeuws of ouder. Gevel gemoderniseerd in de late 18de eeuw of vroege 19de eeuw. Het is bouwhistorisch van belang als een pand uit de 17de eeuw of eerder. | 1600-1700 |                              | Binnenwatersloot 26 (was 26/28)                 | 52° 0' 36" NB, 4° 21' 23" OL | 0503/148  | Upload foto |
| Winkelwoonhuis, in opzet 17de-eeuws of ouder, gemoderniseerd rond 1900 waarbij een klokgevel in lijstgevel is veranderd. | 1600-1699 |                              | Binnenwatersloot 26                             | 52° 0' 36" NB, 4° 21' 23" OL | 0503/2215 | Upload foto |
| Winkelwoonhuis uit de tweede helft van de 19de eeuw, in een sobere eclectisch-classicistische trant, met een rijke natuurstenen winkelpui. Het is met het rechts belendende pand architectuurhistorisch van belang vanwege de fraaie natuurstenen pui in eclectisch-classicistische vormen. | 1850-1900 |                              | Binnenwatersloot 36/38                          | 52° 0' 36" NB, 4° 21' 24" OL | 0503/151  | Winkelwoonhuis uit de tweede helft van de 19de eeuw, in een sobere eclectisch-classicistische trant, met een rijke natuurstenen winkelpui. Het is met het rechts belendende pand architectuurhistorisch van belang vanwege de fraaie natuurstenen pui in eclectisch-classicistische vormen. |
| Winkelwoonhuis rond 1900 gebouwd in een eclectisch-classicistische bouwtrant in opzet wellicht ouder. Het pand is verder architectuurhistorisch van belang als voorbeeld van de traditioneel-eclectische bouwtrant rond 1900 en stedenbouwkundig van belang als hoekpand met zeer verzorgde gevels waarin bewust de rangorde der straten wordt aangegeven. | 1900      |                              | Choorstraat 46, Cellebroerstraat 1a             | 52° 0' 48" NB, 4° 21' 30" OL | 0503/258  | Winkelwoonhuis rond 1900 gebouwd in een eclectisch-classicistische bouwtrant in opzet wellicht ouder. Het pand is verder architectuurhistorisch van belang als voorbeeld van de traditioneel-eclectische bouwtrant rond 1900 en stedenbouwkundig van belang als hoekpand met zeer verzorgde gevels waarin bewust de rangorde der straten wordt aangegeven. |
| Dwarse kamerwoning, mogelijk 18de-eeuws, wellicht ontstaan als achterhuis van Choorsteeg 48. Tevens van belang als voorbeeld van een klein eenlaags huis in sobere vormen. | 1750      |                              | Cellebroerstraat 2                              | 52° 0' 48" NB, 4° 21' 30" OL | 0503/228  | Dwarse kamerwoning, mogelijk 18de-eeuws, wellicht ontstaan als achterhuis van Choorsteeg 48. Tevens van belang als voorbeeld van een klein eenlaags huis in sobere vormen. |
| Garage, in oorsprong woonhuis, onderdeel van een rijtje van zeven identieke of gespiegelde arbeiderswoningen uit de tweede helft van de 19de eeuw. In sobere traditioneel-neoclassicistische vormen. Het pand is vooral van belang als hoekhuis in een rijtje arbeiderswoningen. | 1850      |                              | Cellebroerstraat 53, voorheen 47                | 52° 0' 50" NB, 4° 21' 28" OL | 0503/210  | Garage, in oorsprong woonhuis, onderdeel van een rijtje van zeven identieke of gespiegelde arbeiderswoningen uit de tweede helft van de 19de eeuw. In sobere traditioneel-neoclassicistische vormen. Het pand is vooral van belang als hoekhuis in een rijtje arbeiderswoningen. |
| Woning, onderdeel van een rijtje van zeven identieke of gespiegelde arbeiderswoningen uit de tweede helft van de 19de eeuw, in sobere traditioneel-neoclassicistische vormen. | 1850      |                              | Cellebroerstraat 53, voorheen 49                | 52° 0' 50" NB, 4° 21' 28" OL | 0503/211  | Woning, onderdeel van een rijtje van zeven identieke of gespiegelde arbeiderswoningen uit de tweede helft van de 19de eeuw, in sobere traditioneel-neoclassicistische vormen. |
| Woning, onderdeel van een rijtje van zeven identieke of gespiegelde arbeiderswoningen uit de tweede helft van de 19de eeuw, in sobere traditioneel-neoclassicistische vormen. | 1850      |                              | Cellebroerstraat 53, voorheen 51                | 52° 0' 50" NB, 4° 21' 28" OL | 0503/212  | Woning, onderdeel van een rijtje van zeven identieke of gespiegelde arbeiderswoningen uit de tweede helft van de 19de eeuw, in sobere traditioneel-neoclassicistische vormen. |
| Woning, onderdeel van een rijtje van zeven identieke of gespiegelde arbeiderswoningen uit de tweede helft van de 19de eeuw, in sobere traditioneel-neoclassicistische vormen. | 1850      |                              | Cellebroerstraat 53                             | 52° 0' 50" NB, 4° 21' 28" OL | 0503/213  | Woning, onderdeel van een rijtje van zeven identieke of gespiegelde arbeiderswoningen uit de tweede helft van de 19de eeuw, in sobere traditioneel-neoclassicistische vormen. |
| Woning, onderdeel van een rijtje van zeven identieke of gespiegelde arbeiderswoningen uit de tweede helft van de 19de eeuw, in sobere traditioneel-neoclassicistische vormen. | 1850      |                              | Cellebroerstraat 55                             | 52° 0' 50" NB, 4° 21' 28" OL | 0503/214  | Woning, onderdeel van een rijtje van zeven identieke of gespiegelde arbeiderswoningen uit de tweede helft van de 19de eeuw, in sobere traditioneel-neoclassicistische vormen. |
| Woning, onderdeel van een rijtje van zeven identieke of gespiegelde arbeiderswoningen uit de tweede helft van de 19de eeuw, in sobere traditioneel-neoclassicistische vormen. | 1850      |                              | Cellebroerstraat 57                             | 52° 0' 50" NB, 4° 21' 28" OL | 0503/215  | Woning, onderdeel van een rijtje van zeven identieke of gespiegelde arbeiderswoningen uit de tweede helft van de 19de eeuw, in sobere traditioneel-neoclassicistische vormen. |
| Woning, onderdeel van een rijtje van zeven identieke of gespiegelde arbeiderswoningen uit de tweede helft van de 19de eeuw, in sobere traditio- neel-neoclassicistische vormen. | 1850      |                              | Cellebroerstraat 59                             | 52° 0' 50" NB, 4° 21' 28" OL | 0503/216  | Woning, onderdeel van een rijtje van zeven identieke of gespiegelde arbeiderswoningen uit de tweede helft van de 19de eeuw, in sobere traditio- neel-neoclassicistische vormen. |
| Winkelwoonhuis, in 1912 gebouwd volgens ontwerp van E.H. Luxemburg voor Mantelmagazijn De Duif. Hoekpand in een traditionalistische architectuur. | 1912      | E.H. Luxemburg               | Choorstraat 2/Voorstraat 2                      | 52° 0' 46" NB, 4° 21' 25" OL | 0503/831  | Upload foto |
| Winkelwoonhuis, overwegend 19de-eeuws van karakter in sobere traditioneel- classicistische vormen. | 1850      |                              | Choorstraat 4                                   | 52° 0' 46" NB, 4° 21' 26" OL | 0503/230  | Upload foto |
| Winkelwoonhuis, 19de-eeuws van karakter maar in opzet wellicht 17de-eeuws of ouder. | 1800-1900 |                              | Choorstraat 8                                   | 52° 0' 46" NB, 4° 21' 26" OL | 0503/231  | Upload foto |
| Smal pand uit 1893 in verzorgde traditioneel-neoclassicistische vormen. Een toegevoegde waarde ontstaat doordat de smalle breedte van het pand duidt op een verdwenen middeleeuwse steeg in het ver- lengde van de Papenstraat, die de achtergrens moet hebben gevormd van de percelen oostzijde Hippolytusbuurt/Voorstraat. | 1893      |                              | Choorstraat 10                                  | 52° 0' 46" NB, 4° 21' 26" OL | 0503/233  | Upload foto |
| Winkelwoonhuis, rond 1900 gebouwd in een romantische bouwtrant geïnspireerd op landelijke traditionele vormen, die tot de Nieuwe Kunst gerekend kan worden. Het is een goed en gaaf voorbeeld van de vernieuwende architectuur rond 1900, geïnspireerd op een landelijke traditionele bouwtrant. | 1900      |                              | Choorstraat 14/14a                              | 52° 0' 47" NB, 4° 21' 27" OL | 0503/235  | Upload foto |
| Winkelwoonhuis, in opzet wellicht 17de-eeuws of ouder, met voorgevel uit het midden van de 19de eeuw in neoclassicistische vormen. | 1650      |                              | Choorstraat 18 en 20                            | 52° 0' 47" NB, 4° 21' 28" OL | 0503/239  | Upload foto |
| Winkelwoonhuis, in oorsprong uit de 16e eeuw. Gevel uit het midden van de 19e eeuw met rijke winkelpui in neorenaissancevormen uit het laatste kwart van de 19e eeuw. Het pand is voor de gemeente Delft van algemeen belang vanwege de cultuurhistorische en architectuurhistorische waarde. | 1500-1600 |                              | Choorstraat 22/24                               | 52° 0' 47" NB, 4° 21' 28" OL | 0503/242  | Winkelwoonhuis, in oorsprong uit de 16e eeuw. Gevel uit het midden van de 19e eeuw met rijke winkelpui in neorenaissancevormen uit het laatste kwart van de 19e eeuw. Het pand is voor de gemeente Delft van algemeen belang vanwege de cultuurhistorische en architectuurhistorische waarde. |
| Winkelwoonhuis, overwegend 19de-eeuws van karakter met winkelpui uit 1935, in art-decostijl, ontworpen door W. Rothfusz. Het pand is voor de gemeente Delft van algemeen belang vanwege de architectuurhistorische en cultuurhistorische waarde. | 1800-1900 | W. Rothfusz                  | Choorstraat 26                                  | 52° 0' 47" NB, 4° 21' 28" OL | 0503/245  | Upload foto |
| Winkelwoonhuis, overwegend uit de tweede helft van de 19de eeuw in sobere traditioneel eclectische vormen. Het pand is voor de gemeente Delft van algemeen belang vanwege de architectuurhistorische en cultuurhistorische waarde. | 1850      |                              | Choorstraat 28                                  | 52° 0' 47" NB, 4° 21' 28" OL | 0503/247  | Upload foto |
| Winkelwoonhuis met sobere voorgevel in traditioneel-classicistische vormen uit de 19de eeuw en met oudere kern. | 1800-1900 |                              | Choorstraat 30                                  | 52° 0' 47" NB, 4° 21' 29" OL | 0503/250  | Upload foto |
| Winkelwoonhuis met pui uit 1896 in eclectisch-classicistische vormen. Voorgevel voor het overige in een bouwstijl met traditionalistische kenmerken en Nieuwe Kunstkenmerken, mogelijk uit 1907. | 1896      |                              | Choorstraat 34                                  | 52° 0' 47" NB, 4° 21' 29" OL | 0503/251  | Upload foto |
| Winkelwoonhuis, in opzet 17de-eeuws of ouder. Voorgevel 19de-eeuws in sobere traditioneel-classicistische vormen. | 1700-1800 |                              | Choorstraat 38/40                               | 52° 0' 47" NB, 4° 21' 29" OL | 0503/255  | Upload foto |
| Winkelwoonhuis, in opzet 17de-eeuws of ouder. Voorgevel in de 19de eeuw gemoderniseerd in neoclassicistische trant. Latere winkelpui. | 1600-1700 | H.J. Choufour                | Choorstraat 56                                  | 52° 0' 48" NB, 4° 21' 31" OL | 0503/264  | Winkelwoonhuis, in opzet 17de-eeuws of ouder. Voorgevel in de 19de eeuw gemoderniseerd in neoclassicistische trant. Latere winkelpui. |
| Grootste gedeelte van een blokje op de hoek van Dirklangenstraat en Phoenixstraat, in oorsprong met woningen en een bedrijfsruimte. In sobere traditioneel-classicistische vormen, 19de-eeuws van karakter. | 1800-1900 |                              | Dirklangenstraat 1/Phoenixstraat 108/110        | 52° 0' 50" NB, 4° 21' 6" OL  | 0503/1786 | Upload foto |
| Woning in groep panden in twee blokjes aan weerszijden van de Dirklangen- dwarsstraat, gebouwd ca. 1885 door de aannemers, gebroeders Bruigom en verbouwd in 1929. | 1885      | Bruigom                      | Dirklangenstraat 30                             | 52° 0' 51" NB, 4° 21' 8" OL  | 0503/71   | Upload foto |
| Woning in groep panden in twee blokjes aan weerszijden van de Dirklangen- dwarsstraat, gebouwd ca. 1885 door de aannemers, gebroeders Bruigom en verbouwd in 1929. | 1885      | Bruigom                      | Dirklangenstraat 32                             | 52° 0' 51" NB, 4° 21' 8" OL  | 0503/70   | Upload foto |
| Woning in groep panden in twee blokjes aan weerszijden van de Dirklangen- dwarssatraat, gebouwd ca. 1885 door de aannemers, gebroeders Bruigom en verbouwd in 1929. | 1885      | Bruigom                      | Dirklangenstraat 34                             | 52° 0' 51" NB, 4° 21' 8" OL  | 0503/72   | Upload foto |
| Woning in groep panden in twee blokjes aan weerszijden van de Dirklangen- dwarssatraat, gebouwd ca. 1885 door de aannemers, gebroeders Bruigom en verbouwd in 1929. Het pand is van belang als onderdeel van een groter complex dat als geheel voor de gemeente Delft van algemeen belang is vanwege de cultuurhistorisch waarde als voorbeeld van volkswoningbouw binnen de oude stadsgrachten. | 1885      |                              | Dirklangenstraat 36                             | 52° 0' 52" NB, 4° 21' 8" OL  | 0503/73   | Upload foto |
| Woning in groep panden in twee blokjes aan weerszijden van de Dirklangen- dwarsstraat, gebouwd ca. 1885 door de aannemers, gebroeders Bruigom en verbouwd in 1929. | 1885      | Bruigom                      | Dirklangenstraat 38                             | 52° 0' 52" NB, 4° 21' 8" OL  | 0503/74   | Upload foto |
| Woning in groep panden in twee blokjes aan weerszijden van de Dirklangen- dwarsstraat, gebouwd ca. 1885 door de aannemers, gebroeders Bruigom en verbouwd in 1929. Het pand is van belang als onderdeel van een groter complex als voorbeeld van volkswoningbouw binnen de oude stadsgrachten. | 1885      | Bruigom                      | Dirklangenstraat 40                             | 52° 0' 52" NB, 4° 21' 9" OL  | 0503/75   | Upload foto |
| Woning in groep panden in twee blokjes aan weerszijden van de Dirklangen- dwarsstraat, gebouwd ca. 1885 door de aannemers, gebroeders Bruigom en verbouwd in 1929. Het pand is van belang als onderdeel van een groter complex als voorbeeld van volkswoningbouw binnen de oude stadsgrachten. | 1885      |                              | Dirklangenstraat 42                             | 52° 0' 52" NB, 4° 21' 9" OL  | 0503/76   | Upload foto |
| Voormalig stalgebouw uit de 18de of vroeg 19de eeuw in sobere traditionele vormen. Het is een zeldzaam en overwegend gaaf bewaard voorbeeld van een stalgebouw dat wellicht nog uit de 18de eeuw dateert. | 1700-1800 |                              | Dirklangenstraat 44                             | 52° 0' 52" NB, 4° 21' 9" OL  | 0503/401  | Upload foto |
| Pand, in 1902 in opdracht van zuivelhandel A. Veth & Zn gebouwd als kaaspakhuis, en opgetrokken in een verzorgde eclectische bouwstijl. | 1902      |                              | Dirklangenstraat 44 (was eerst 46)              | 52° 0' 52" NB, 4° 21' 9" OL  | 0503/1840 | Upload foto |
| Pand, met inwendig samengevoegde beneden- en bovenwoning, 19de-eeuws van karakter, met voorgevel in traditioneel-classicistische stijl. | 1800-1900 |                              | Dirklangenstraat 53                             | 52° 0' 52" NB, 4° 21' 9" OL  | 0503/1788 | Upload foto |
| Woonhuis in oorsprong uit 1770 en uitgevoerd in traditionele vormen en opgenomen in een in rijtje van vier vrijwel gelijkvormige, maar niet alle gelijktijdig gebouwde huizen. | 1770      |                              | Hoefijzersteeg 12                               | 52° 0' 56" NB, 4° 21' 20" OL | 0503/1194 | Woonhuis in oorsprong uit 1770 en uitgevoerd in traditionele vormen en opgenomen in een in rijtje van vier vrijwel gelijkvormige, maar niet alle gelijktijdig gebouwde huizen. |
| Woonhuis in oorsprong uit 1770, uitgevoerd in traditionele vormen, opgenomen in in rijtje van vier vrijwel gelijkvormige, maar niet alle gelijktijdig gebouwde huizen. | 1770      |                              | Hoefijzersteeg 14                               | 52° 0' 56" NB, 4° 21' 21" OL | 0503/1195 | Woonhuis in oorsprong uit 1770, uitgevoerd in traditionele vormen, opgenomen in in rijtje van vier vrijwel gelijkvormige, maar niet alle gelijktijdig gebouwde huizen. |
| Woonhuis in traditionele vormen, mogelijk uit de late 18de of vroege 19de eeuw, opgenomen in een rijtje van vier vrijwel gelijkvormige, maar niet alle gelijktijdig gebouwde woningen. | 1775-1825 |                              | Hoefijzersteeg 16                               | 52° 0' 56" NB, 4° 21' 21" OL | 0503/1196 | Woonhuis in traditionele vormen, mogelijk uit de late 18de of vroege 19de eeuw, opgenomen in een rijtje van vier vrijwel gelijkvormige, maar niet alle gelijktijdig gebouwde woningen. |
| Woonhuis in traditionele vormen, uit de late 18de tot vroeg 19de eeuw, opgenomen in een rijtje van vier vrijwel gelijkvormige, maar niet alle tegelijkertijd gebouwde huizen. | 1775-1825 |                              | Hoefijzersteeg 18                               | 52° 0' 56" NB, 4° 21' 21" OL | 0503/1197 | Upload foto |
| Winkelwoonhuis rond 1900 gebouwd volgens ontwerp van C.J.L. Kersbergen in een bouwstijl met traditionalistische elementen en invloeden van de Nieuwe Kunst. Het is van belang in het oeuvre van C.J.L Kersbergen. Het is architectuurhistorisch van belang als goed voorbeeld van toepassing van traditionalistische elementen en invloeden van de Nieuwe Kunst. | 1900      | C.J.L. Kersbergen            | Binnenwatersloot 18, Kloksteeg 11               | 52° 0' 36" NB, 4° 21' 21" OL | 0503/145  | Winkelwoonhuis rond 1900 gebouwd volgens ontwerp van C.J.L. Kersbergen in een bouwstijl met traditionalistische elementen en invloeden van de Nieuwe Kunst. Het is van belang in het oeuvre van C.J.L Kersbergen. Het is architectuurhistorisch van belang als goed voorbeeld van toepassing van traditionalistische elementen en invloeden van de Nieuwe Kunst. |
| Winkelwoonhuis, in opzet 17de-eeuws of ouder. Voorgevel gemoderniseerd in de 19de eeuw. Het is bouwhistorische van belang als pand uit de 17de eeuw of ouder. | 1600-1700 |                              | Binnenwatersloot 20 a t/m f, 22 en Kloksteeg 13 | 52° 0' 36" NB, 4° 21' 22" OL | 0503/146  | Upload foto |
| Pakhuis in traditionele vormen uit de 17de eeuw of eerder. in opzet mogelijk bedrijfspand. Het is van belang als een zeldzaam en overwegend gaaf bewaard bedrijfspand of pakhuis uit de 17de eeuw of ouder. | 1600-1700 |                              | Kloksteeg 19                                    | 52° 0' 37" NB, 4° 21' 22" OL | 0503/644  | Upload foto |
| Pakhuis, ca. 1890 gebouwd in een sobere traditionalistische trant. Het is typologisch van belang als voorbeeld van een pakhuis. | 1890      |                              | Kloksteeg 21                                    | 52° 0' 37" NB, 4° 21' 23" OL | 0503/645  | Upload foto |
| Winkelwoonhuis met voor- en achterhuis, gescheiden door een overbouwde binnenplaats. In opzet 17de-eeuws of ouder. Voorgevel gemoderniseerd in de 19de eeuw in een eclectisch-classicistische trant. Het is bouwhistorisch van belang als 17de-eeuws of ouder pand dat in de 19de eeuw is gemoderniseerd en dat bestaat uit een voor- en achterhuis. | 1600-1700 |                              | Binnenwatersloot 30, Kloksteeg 23A              | 52° 0' 36" NB, 4° 21' 23" OL | 0503/149  | Upload foto |
| Winkelwoonhuis, in oorsprong uit de 16de-17de eeuw, gemoderniseerd in de 19de eeuw, met pui uit 1917. Het is voorts van belang vanwege de ligging aan een gracht in het beschermde stadsgezicht. | 1600-1700 | C.J.L. Kersbergen            | Binnenwatersloot 34, Kloksteeg 23C              | 52° 0' 36" NB, 4° 21' 24" OL | 0503/150  | Winkelwoonhuis, in oorsprong uit de 16de-17de eeuw, gemoderniseerd in de 19de eeuw, met pui uit 1917. Het is voorts van belang vanwege de ligging aan een gracht in het beschermde stadsgezicht. |
| | 1898-1899 |                              | Kolk 2                                          | 52° 0' 56" NB, 4° 21' 12" OL | 0503/1792 | |
| Pand, in oorsprong uit de 16de of 17de eeuw en onderdeel van een groter geheel waartoe in ieder geval ook links belendende pand behoorde. Aan de achterzijde rudiment van een traptoren. Gerestaureerd in 1971-1973 waarbij een later toegevoegde verdieping en de 19de-eeuwse eclectische voorgevel, met uitzondering van de oudere pui, zijn verwijderd. De voorgevel op de verdieping is vervangen door een gevel in traditionele vormgeving. | 1500-1699 |                              | Kolk 3                                          | 52° 0' 55" NB, 4° 21' 13" OL | 0503/1112 | Pand, in oorsprong uit de 16de of 17de eeuw en onderdeel van een groter geheel waartoe in ieder geval ook links belendende pand behoorde. Aan de achterzijde rudiment van een traptoren. Gerestaureerd in 1971-1973 waarbij een later toegevoegde verdieping en de 19de-eeuwse eclectische voorgevel, met uitzondering van de oudere pui, zijn verwijderd. De voorgevel op de verdieping is vervangen door een gevel in traditionele vormgeving. |
| Pand, in oorsprong wellicht 16de-eeuws of ouder en gerelateerd aan het Sint-Jorisgasthuis tegen de kapel waarvan het is aangebouwd. Voorgevel gemoderniseerd in de 19de eeuw. | 1500-1599 |                              | Kolk 4/4a                                       | 52° 0' 56" NB, 4° 21' 13" OL | 0503/1793 | Pand, in oorsprong wellicht 16de-eeuws of ouder en gerelateerd aan het Sint-Jorisgasthuis tegen de kapel waarvan het is aangebouwd. Voorgevel gemoderniseerd in de 19de eeuw. |
| Bedrijfspand met bovenwoning, in opzet 17de-eeuws of ouder, en mogelijk onderdeel van een groter pand waartoe ook het rechts belendende pand, Kolk 3, deel van uitgemaakt zou kunnen hebben. Voorgevel vernieuwd in 1903 in neorenaissancevormen. | 1600-1699 |                              | Kolk 9/9a                                       | 52° 0' 55" NB, 4° 21' 13" OL | 0503/1113 | Upload foto |
| Winkelwoonhuis, in 1898 gebouwd in een eclectisch-classicistische bouwstijl. | 1898      |                              | Oude Delft 232/232a Kolk 9/9a                   | 52° 0' 55" NB, 4° 21' 13" OL | 0503/1816 | Winkelwoonhuis, in 1898 gebouwd in een eclectisch-classicistische bouwstijl. |
| Winkelwoonhuis met achterhuizen, in opzet uit de 16de-17de eeuw, voorgevel uit 1894 in eclectische vormen. | 1600-1700 |                              | Kolk 11/11a                                     | 52° 0' 55" NB, 4° 21' 13" OL | 0503/69   | Winkelwoonhuis met achterhuizen, in opzet uit de 16de-17de eeuw, voorgevel uit 1894 in eclectische vormen. |
| Winkelwoonhuis, 19de-eeuws van karakter, in oorsprong mogelijk 16de-eeuws. | 1800-1899 |                              | Kolk 12                                         | 52° 0' 56" NB, 4° 21' 13" OL | 0503/1794 | Winkelwoonhuis, 19de-eeuws van karakter, in oorsprong mogelijk 16de-eeuws. |
| Winkelwoonhuis, in oorsprong 17de-eeuws of ouder met voorgevel in traditioneel-classicistische vormen uit de 19de eeuw | 1600-1699 |                              | Kolk 14                                         | 52° 0' 56" NB, 4° 21' 13" OL | 0503/1795 | Winkelwoonhuis, in oorsprong 17de-eeuws of ouder met voorgevel in traditioneel-classicistische vormen uit de 19de eeuw |
| Winkelwoonhuis met voorgevel in sobere traditionalistisch-classicistische bouwtrant, in opzet mogelijk 17de-eeuws of ouder. Het is van belang als goed en gaaf voorbeeld van een winkelpand met een voorgevel in traditionalistisch-classicistische vormen. | 1600-1700 |                              | Kolk 15                                         | 52° 0' 55" NB, 4° 21' 14" OL | 0503/620  | Winkelwoonhuis met voorgevel in sobere traditionalistisch-classicistische bouwtrant, in opzet mogelijk 17de-eeuws of ouder. Het is van belang als goed en gaaf voorbeeld van een winkelpand met een voorgevel in traditionalistisch-classicistische vormen. |
| Winkelwoonhuis, 19de-eeuws van karakter maar in oorsprong mogelijk ouder. Voorgevel in sobere traditioneel-classicistische vormen. | 1800-1899 |                              | Kolk 28/30                                      | 52° 0' 56" NB, 4° 21' 16" OL | 0503/1796 | Winkelwoonhuis, 19de-eeuws van karakter maar in oorsprong mogelijk ouder. Voorgevel in sobere traditioneel-classicistische vormen. |
| Woonhuis met beneden- en bovenwoning in traditioneel-classicistische vormen, wellicht in de vroege 19de eeuw ontstaan als onderdeel van het rijtje Molenstraat 3/5 tot 11/11a. | 1800-1850 |                              | Molenstraat 5                                   | 52° 0' 56" NB, 4° 21' 17" OL | 0503/1208 | Woonhuis met beneden- en bovenwoning in traditioneel-classicistische vormen, wellicht in de vroege 19de eeuw ontstaan als onderdeel van het rijtje Molenstraat 3/5 tot 11/11a. |
| Woonhuis met voorgevel in 19de-eeuwse vormen, maar in oorsprong mogelijk nog 17de-eeuws of ouder. | 1800-1899 |                              | Molenstraat 6                                   | 52° 0' 56" NB, 4° 21' 17" OL | 0503/1211 | Woonhuis met voorgevel in 19de-eeuwse vormen, maar in oorsprong mogelijk nog 17de-eeuws of ouder. |
| Woonhuis met beneden en bovenwoning in traditioneel-classicistische vormen, wellicht in de vroege 19de eeuw ontstaan als onderdeel van het rijtje Molenstraat 3/5 tot 11/11a. | 1800-1850 |                              | Molenstraat 7/9                                 | 52° 0' 56" NB, 4° 21' 17" OL | 0503/1209 | Woonhuis met beneden en bovenwoning in traditioneel-classicistische vormen, wellicht in de vroege 19de eeuw ontstaan als onderdeel van het rijtje Molenstraat 3/5 tot 11/11a. |
| Bedrijfspand met bovenwoning, in oorsprong mogelijk geheel woning, met voorgevel uit de 19de-eeuws in sobere classicistische vormen. | 1800-1899 |                              | Molenstraat 8/10                                | 52° 0' 56" NB, 4° 21' 17" OL | 0503/1212 | Bedrijfspand met bovenwoning, in oorsprong mogelijk geheel woning, met voorgevel uit de 19de-eeuws in sobere classicistische vormen. |
| Woonhuis met beneden en bovenwoning in traditioneel-classicistische vormen, wellicht in de vroege 19de eeuw ontstaan als onderdeel van het rijtje Molenstraat 3/5 tot 11/11a. | 1800-1850 |                              | Molenstraat 11/11a                              | 52° 0' 56" NB, 4° 21' 17" OL | 0503/2499 | Woonhuis met beneden en bovenwoning in traditioneel-classicistische vormen, wellicht in de vroege 19de eeuw ontstaan als onderdeel van het rijtje Molenstraat 3/5 tot 11/11a. |
| Breed winkelwoonhuis, in oorsprong dubbelpand, mogelijk uit de 17de eeuw, gemoderniseerd in de 19de eeuw en voorzien van een voorgevel in sobere eclectisch-classicistische vormen. | 1600-1700 |                              | Molenstraat 22/24                               | 52° 0' 57" NB, 4° 21' 18" OL | 0503/460  | Breed winkelwoonhuis, in oorsprong dubbelpand, mogelijk uit de 17de eeuw, gemoderniseerd in de 19de eeuw en voorzien van een voorgevel in sobere eclectisch-classicistische vormen. |
| Pand met twee woningen onder één kap met de scheiding onder de nok. In het begin de 19de eeuw opgetrokken in sobere traditionele vormen. | 1800-1850 |                              | Molenstraat 36/38                               | 52° 0' 57" NB, 4° 21' 19" OL | 0503/1213 | Pand met twee woningen onder één kap met de scheiding onder de nok. In het begin de 19de eeuw opgetrokken in sobere traditionele vormen. |
| Pand met beneden- en bovenwoning, in 1901 gebouwd in een traditionalistische stijl met invloeden van de Nieuwe kunst naar ontwerp van C.J.L. Kersbergen. | 1901      | C.J.L. Kersbergen            | Molenstraat 40                                  | 52° 0' 58" NB, 4° 21' 20" OL | 0503/1214 | Pand met beneden- en bovenwoning, in 1901 gebouwd in een traditionalistische stijl met invloeden van de Nieuwe kunst naar ontwerp van C.J.L. Kersbergen. |
| Pand met beneden- en bovenwoning, voorgevel in sobere traditioneel-classicistische vormen uit het midden van de 19de eeuw. | 1840-1860 |                              | Molenstraat 42/44                               | 52° 0' 58" NB, 4° 21' 20" OL | 0503/1215 | Pand met beneden- en bovenwoning, voorgevel in sobere traditioneel-classicistische vormen uit het midden van de 19de eeuw. |
| Pand op L-vormige plattegrond, om Kolk 2 heen, met een voorgevel aan Noordeinde en aan Kolk. In 1916 gebouwd naar een ontwerp van J. Overschie in een sobere traditioneel-classicistische trant. Bij een verbouwing in 1974 is de bovenste bouwlaag verwijderd. | 1916      |                              | Noordeinde 2                                    | 52° 0' 56" NB, 4° 21' 12" OL | 0503/1808 | Upload foto |
| Voormalige kosterij van de Lutherse kerk, in het derde kwart van de negentiende eeuw gebouwd in traditioneel classicistische vormen. | 1850-1875 |                              | Noordeinde 4b                                   | 52° 0' 57" NB, 4° 21' 13" OL | 0503/1875 | Upload foto |
| Woonhuis uit het laatste kwart van de 19de eeuw, gebouwd in traditioneel classicistische vormen. Het pand vormt een architectonische eenheid met de linker belending Noordeinde 10. | 1875-1900 |                              | Noordeinde 8                                    | 52° 0' 57" NB, 4° 21' 11" OL | 0503/1876 | Upload foto |
| Woonhuis uit het laatste kwart van de 19de eeuw, gebouwd in traditioneel classicistische vormen. Het pand vormt een architectonische eenheid met de rechter belending Noordeinde 8. | 1875-1900 |                              | Noordeinde 10                                   | 52° 0' 57" NB, 4° 21' 11" OL | 0503/1877 | Upload foto |
| Kantoorpand, in oorpsrong woonhuis, in 1893 gebouwd in een neorenaissancestijl. Het is een goed voorbeeld van neorenaissance-architectuur geïnspireerd op de 'Oud-Hollandse' renaissance uit de 17de eeuw. | 1893      |                              | Noordeinde 20/22                                | 52° 0' 58" NB, 4° 21' 10" OL | 0503/514  | Upload foto |
| Kantoorpand, in oorsprong woonhuis, in 1887-1888 gebouwd in neorenaissancestijl. Het pand is voor de gemeente Delft van algemeen belang vanwege de cultuur-historische waarde. Het is een goed voorbeeld van neorenaissance-architectuur geïnspireerd op de 'Oud-Hollandse' renaissance uit de 17de eeuw. | 1887-1888 |                              | Noordeinde 21                                   | 52° 0' 56" NB, 4° 21' 10" OL | 0503/513  | Upload foto |
| Dubbel woonhuis, grotendeels uit de tweede helft van de negentiende eeuw, in sobere traditioneel-classicistische vormen. Gedeeltelijk in oorsprong ouder en met onder meer achttiende-eeuwse interieuronderdelen. | 1850-1900 |                              | Noordeinde 21a/23/25                            | 52° 0' 56" NB, 4° 21' 8" OL  | 0503/1802 | Upload foto |
| Bedrijfspand met bovenwoning uit 1888 in een sobere traditioneel-neoclassicistische bouwtrant met in de voorgevel een herplaatste 17de-eeuwse gevelsteen. Het is een goed en gaaf voorbeeld van de traditioneel-neoclassicistische bouwwijze. De gevelsteen is van historische waarde. | 1888      |                              | Noordeinde 24/24a/26                            | 52° 0' 58" NB, 4° 21' 10" OL | 0503/516  | Upload foto |
| Bedrijfspand met bovenwoning, in oorsprong distilleerderij van de familie Van Meerten, mogelijk uit het midden van de 19de eeuw, voorgevel waarschijnlijk na een brand in 1891 vernieuwd in een utilitaire sobere traditionalistisch/classicistische stijl. | 1850      |                              | Noordeinde 27                                   | 52° 0' 57" NB, 4° 21' 9" OL  | 0503/1803 | Upload foto |
| Bedrijfspand met bovenwoning, in oorsprong mogelijk zeventiende-eeuws of ouder. Voorgevel uit de tweede helft van de 19de eeuw, met bedrijfspui uit 1909. | 1800-1900 |                              | Noordeinde 34/34a                               | 52° 0' 58" NB, 4° 21' 10" OL | 0503/1809 | Upload foto |
| Smal bedrijfspand met bovenwoning, in de negentiende eeuw in een eclectisch-classicistische stijl gebouwd, wellicht ter plaatse van een particulier zijstraatje of poortje dat al op zeventiende-eeuwse plattegronden voorkomt. | 1800-1900 |                              | Noordeinde 35                                   | 52° 0' 58" NB, 4° 21' 8" OL  | 0503/1804 | Upload foto |
| Bedrijfspand, café met bovenwoning, in opzet mogelijk zeventiende-eeuws of ouder, voorgevel uit de negentiende-eeuws of ouder, voorgevel uit de negentiende eeuw in sobere traditioneel-classicistische vormen met pui uit ca. 1925. | 1600-1700 |                              | Noordeinde 37/37a                               | 52° 0' 58" NB, 4° 21' 8" OL  | 0503/1805 | Upload foto |
| Bedrijfspand met bovenwoning, in de negentiende eeuw, wellicht rond 1875, gebouwd in een vrij rijke eclectisch-classicistische stijl. | 1800-1900 |                              | Noordeinde 39                                   | 52° 0' 58" NB, 4° 21' 8" OL  | 0503/1806 | Upload foto |
| Woonhuis, in oorsprong in de achttiende eeuw gebouwd in sobere traditioneel-classicistische stijl. | 1700-1800 |                              | Noordeinde 45                                   | 52° 0' 58" NB, 4° 21' 8" OL  | 0503/1807 | Upload foto |
| Pand, in 1925 gebouwd als dubbel winkel-woonhuis, naar ontwerp uit 1924 van Jos Duynstee in een traditionalistische bouwstijl. | 1925      |                              | Noordeinde 50/52/54, Koningsplein 1             | 52° 0' 60" NB, 4° 21' 9" OL  | 0503/1878 | Upload foto |
| Pand, in 1938 ontworpen door P.J.S. Pieters als bankgebouw met bovenwoning ten behoeve van de Nederlandsche Middenstandsbank, in een bouwstijl die geïnspireerd is door het traditionalisme. | 1938      |                              | Oude Delft 107/107a                             | 52° 0' 37" NB, 4° 21' 25" OL | 0503/1882 | Pand, in 1938 ontworpen door P.J.S. Pieters als bankgebouw met bovenwoning ten behoeve van de Nederlandsche Middenstandsbank, in een bouwstijl die geïnspireerd is door het traditionalisme. |
| Winkelwoonhuis, in opzet 17de-eeuws of ouder. Gevel gemoderniseerd in de 19de eeuw in sobere traditioneel-classicistische vormen. | 1600-1700 |                              | Oude Delft 109                                  | 52° 0' 37" NB, 4° 21' 25" OL | 0503/654  | Winkelwoonhuis, in opzet 17de-eeuws of ouder. Gevel gemoderniseerd in de 19de eeuw in sobere traditioneel-classicistische vormen. |
| Woonhuis, in opzet 17de-eeuws of ouder, rond 1900 verbouwd en van een nieuwe voorgevel voorzien, in sobere traditionealistische vormen met invloeden van de Nieuwe Kunst. Mogelijk oudere kern. In de tuin restant van het St. Hieronymusklooster. | 1600-1700 |                              | Oude Delft 153                                  | 52° 0' 41" NB, 4° 21' 21" OL | 0503/781  | Woonhuis, in opzet 17de-eeuws of ouder, rond 1900 verbouwd en van een nieuwe voorgevel voorzien, in sobere traditionealistische vormen met invloeden van de Nieuwe Kunst. Mogelijk oudere kern. In de tuin restant van het St. Hieronymusklooster. |
| Winkelwoonhuis, met voorgevel uit ca. 1900 in eclectische vormen met neorenaissancekenmerken, in opzet 17de-eeuws of ouder. | 1900      |                              | Oude Delft 160                                  | 52° 0' 47" NB, 4° 21' 18" OL | 0503/783  | Winkelwoonhuis, met voorgevel uit ca. 1900 in eclectische vormen met neorenaissancekenmerken, in opzet 17de-eeuws of ouder. |
| Bedrijfspand met bovenwoningen, in 1909-1911 gebouwd in een traditionalistische bouwtrant. | 1909-1911 |                              | Oude Delft 171/171a/171b                        | 52° 0' 43" NB, 4° 21' 19" OL | 0503/1812 | Bedrijfspand met bovenwoningen, in 1909-1911 gebouwd in een traditionalistische bouwtrant. |
| Woonhuis, 19de-eeuws van karakter, voorgevel in traditioneel-classicistische vormen. Het huis diende als pastorie bij de katholieke kerk die van 1836 tot 1887 achter het huis aan de westzijde van de Voorstraat stond. | 1800-1900 |                              | Oude Delft 182                                  | 52° 0' 50" NB, 4° 21' 16" OL | 0503/1813 | Woonhuis, 19de-eeuws van karakter, voorgevel in traditioneel-classicistische vormen. Het huis diende als pastorie bij de katholieke kerk die van 1836 tot 1887 achter het huis aan de westzijde van de Voorstraat stond. |
| Winkelwoonhuis, 19de-eeuws van karakter maar in opzet mogelijk ouder. Het pand is van algemeen belang voor de gemeente Delft vanwege de cultuurhistorische waarde. | 1800-1900 |                              | Oude Delft 193                                  | 52° 0' 46" NB, 4° 21' 18" OL | 0503/784  | Winkelwoonhuis, 19de-eeuws van karakter maar in opzet mogelijk ouder. Het pand is van algemeen belang voor de gemeente Delft vanwege de cultuurhistorische waarde. |
| Winkelwoonhuis, in oorsprong waarschijnlijk uit de 17de eeuw, maar ingrijpend gewijzigd in het laatste kwart van de negentiende eeuw. Voorgevel in eclectische stijl met elementen uit de renaissance en het classicisme. | 1875-1900 |                              | Oude Delft 220/220a                             | 52° 0' 53" NB, 4° 21' 14" OL | 0503/1814 | Winkelwoonhuis, in oorsprong waarschijnlijk uit de 17de eeuw, maar ingrijpend gewijzigd in het laatste kwart van de negentiende eeuw. Voorgevel in eclectische stijl met elementen uit de renaissance en het classicisme. |
| Winkelwoonhuis met voorgevel in eclectische bouwtrant uit ca. 1890 ; oudere kern. | 1890      |                              | Oude Delft 222                                  | 52° 0' 53" NB, 4° 21' 13" OL | 0503/1143 | Winkelwoonhuis met voorgevel in eclectische bouwtrant uit ca. 1890 ; oudere kern. |
| Pand, in oorsprong 17de-eeuws of ouder, later opgedeeld in twee delen die elk een eigen voorgevel kregen. Onder rechter gedeelte een kelder met kruisribgewelven voorzien van zandstenen sluitstenen en kraagstenen. Oud achterhuis, wellicht oorspronkelijk met overkraging aan de linkerzijde. | 1600-1700 |                              | Oude Delft 228/230                              | 52° 0' 54" NB, 4° 21' 13" OL | 0503/1815 | Pand, in oorsprong 17de-eeuws of ouder, later opgedeeld in twee delen die elk een eigen voorgevel kregen. Onder rechter gedeelte een kelder met kruisribgewelven voorzien van zandstenen sluitstenen en kraagstenen. Oud achterhuis, wellicht oorspronkelijk met overkraging aan de linkerzijde. |
| Woonhuis met voorgevel, circa 1925 ontworpen door J.B.A. Loomans in een plastische architectuur met invloeden van traditionele en van Amsterdamse-Schoolvormen. In opzet mogelijk ouder. | 1925      | J.B.A. Loomans               | Oude Delft 245/245a                             | 52° 0' 53" NB, 4° 21' 12" OL | 0503/655  | Woonhuis met voorgevel, circa 1925 ontworpen door J.B.A. Loomans in een plastische architectuur met invloeden van traditionele en van Amsterdamse-Schoolvormen. In opzet mogelijk ouder. |
| Winkelwoonhuis, gebouwd in de periode 1911-1915 in eclectische vormen geïnspireerd op de renaissance met invloeden van de Nieuwe Kunst. | 1911-1915 |                              | Oude Kerkstraat 2, 2a, 2b/Oude Delft 144        | 52° 0' 46" NB, 4° 21' 20" OL | 0503/787  | Winkelwoonhuis, gebouwd in de periode 1911-1915 in eclectische vormen geïnspireerd op de renaissance met invloeden van de Nieuwe Kunst. |
| Winkelwoonhuis met voorgevel in sobere 19de-eeuwse vormen. Winkelpui in traditionalistische vormen uit ca. 1925. | 1800-1900 |                              | Oude Kerkstraat 3                               | 52° 0' 46" NB, 4° 21' 20" OL | 0503/790  | Winkelwoonhuis met voorgevel in sobere 19de-eeuwse vormen. Winkelpui in traditionalistische vormen uit ca. 1925. |
| Winkelwoonhuis met voorgevel uit 1901, ontworpen door C.J. L. Kersbergen in een traditionalistisch-classicistische bouwtrant. In opzet ouder. | 1901      | C.J.L. Kersbergen            | Binnenwatersloot 10, Phoenixstraat 2            | 52° 0' 35" NB, 4° 21' 21" OL | 0503/141  | Upload foto |
| Bedrijfspand, in opzet mogelijk koetshuis of stalgebouw,in sobere traditioneel classicistische vormen, wellicht uit de 19de eeuw of late 18de eeuw. Het is een goed voorbeeld van de bebouwing zoals die lange tijd langs de stadswal voorkwam. | 1800-1900 |                              | Phoenixstraat 4c                                | 52° 0' 36" NB, 4° 21' 20" OL | 0503/527  | Upload foto |
| Bedrijfspand, in oorsprong woonhuis uit de 17de eeuw in sobere traditionele renaissancevormen. | 1800-1899 |                              | Phoenixstraat 4b/4c                             | 52° 0' 36" NB, 4° 21' 20" OL | 0503/1750 | Upload foto |
| Sociëteitsgebouw, in 1953 door het Delftse aannemersbedrijf Van den Berg en Van der Klis ontworpen en gebouwd in een traditionalistische architectuur, als huisvesting van de reeds in 1787 in Delft opgerichte sociëteit "standvastigheid". | 1953      | Van den Berg en Van der Klis | Phoenixstraat 9                                 | 52° 0' 37" NB, 4° 21' 20" OL | 0503/2222 | Upload foto |
| Kantoorpand, in 1908 gebouwd als hoofdgebouw van het Nederlands Hervormd Rusthuis, ontstaan als Oude Mannen- en Vrouwehuis waarvan een ouder gedeelte aansluitend op het hoofdgebouw langs de Schoolstraat nog aanwezig is en dat als rijksmonument is beschermd. | 1908      | C.J.L. Kersbergen            | Phoenixstraat 50a                               | 52° 0' 44" NB, 4° 21' 12" OL | 0503/522  | Upload foto |
| Herenhuis in rijtje van drie vrijwel identieke herenhuizen uit het derde kwart van de 19de eeuw, gebouwd in een eclectisch-classicistische bouwtrant. Het is op zichzelf van belang en als onderdeel van het gehele rijtje. | 1850-1975 |                              | Phoenixstraat 52                                | 52° 0' 44" NB, 4° 21' 11" OL | 0503/528  | Upload foto |
| Herenhuis in rijtje van drie vrijwel identieke herenhuizen uit het derde kwart van de 19de eeuw, gebouwd in een eclectisch-classicistische bouwtrant Het is op zichzelf van belang en als onderdeel van het gehele rijtje. | 1850-1875 |                              | Phoenixstraat 54                                | 52° 0' 44" NB, 4° 21' 11" OL | 0503/529  | Upload foto |
| Herenhuis in rijtje van drie vrijwel identieke herenhuizen uit het derde kwart van de 19de eeuw, gebouwd in een eclectisch-classicistische bouwtrant Het is op zichzelf van belang en als onderdeel van het gehele rijtje. | 1850-1875 |                              | Phoenixstraat 56                                | 52° 0' 45" NB, 4° 21' 11" OL | 0503/530  | Upload foto |
| Bedrijfspand met bovenwoning, 19de-eeuws van karakter, in oorsprong ouder en in tweede instantie met een bouwlaag verhoogd. Pui uit 1899. Voorgevel in sobere traditioneel-classicistische stijl. | 1800-1900 |                              | Dirklangenstraat 27/27a/ Rode Leeuwpoort 1      | 52° 0' 51" NB, 4° 21' 8" OL  | 0503/1787 | Upload foto |
| Muur met poortdoorgang, behorend bij rechts belendend koetshuis (rijks- monument) uit 1776. Het is van belang in relatie tot het gehele koetshuis- complex Schoolstraat 26-34. | 1776      |                              | Schoolstraat 26                                 | 52° 0' 45" NB, 4° 21' 16" OL | 0503/523  | Upload foto |
| Bedrijfspand, in opzet deel van complex met koetshuis en stellen uit 1776. Pui uit 1923. | 1776      |                              | Schoolstraat 32/34                              | 52° 0' 46" NB, 4° 21' 16" OL | 0503/532  | Upload foto |
| Woonhuis in blokje van twee huizen, rond 1880 gebouwd in een sobere eclectisch-classicistische stijl. | 1880      |                              | Verwersdijk 9                                   | 52° 0' 51" NB, 4° 21' 27" OL | 0503/685  | Woonhuis in blokje van twee huizen, rond 1880 gebouwd in een sobere eclectisch-classicistische stijl. |
| Woonhuis in blokje van twee huizen, rond 1880 gebouwd in een sobere eclectisch-classicistische stijl. | 1880      |                              | Verwersdijk 9a                                  | 52° 0' 51" NB, 4° 21' 27" OL | 0503/686  | Woonhuis in blokje van twee huizen, rond 1880 gebouwd in een sobere eclectisch-classicistische stijl. |
| Bedrijfspand met bovenwoning met voorgevel in een sobere traditioneel-classicistische trant en met een 19de¿eeuws karakter. Het pand is in oorsprong ouder. In de voorgevel bevindt zich een gevelsteen gedateerd 1537. | 1537      |                              | Verwersdijk 45/45a                              | 52° 0' 53" NB, 4° 21' 25" OL | 0503/1224 | Bedrijfspand met bovenwoning met voorgevel in een sobere traditioneel-classicistische trant en met een 19de¿eeuws karakter. Het pand is in oorsprong ouder. In de voorgevel bevindt zich een gevelsteen gedateerd 1537. |
| Winkelwoonhuis uit de tweede helft van de 19de eeuw, in eclectisch-classicistische vormen. | 1850-1900 |                              | Verwersdijk 49/49a, Visstraat 54a               | 52° 0' 54" NB, 4° 21' 24" OL | 0503/1225 | Winkelwoonhuis uit de tweede helft van de 19de eeuw, in eclectisch-classicistische vormen. |
| Woonhuis met klokgevel in sobere traditionele vormen uit het einde van de 18de of het begin van de 19de eeuw. In opzet mogelijk ouder. Het is een goed en overwegend gaaf voorbeeld van een klein huis met een klokgevel zoals er nog maar weinig zijn. | 1875-1925 |                              | Verwersdijk 51                                  | 52° 0' 54" NB, 4° 21' 24" OL | 0503/688  | Woonhuis met klokgevel in sobere traditionele vormen uit het einde van de 18de of het begin van de 19de eeuw. In opzet mogelijk ouder. Het is een goed en overwegend gaaf voorbeeld van een klein huis met een klokgevel zoals er nog maar weinig zijn. |
| Pand met bedrijfsruimte en beneden- en bovenwoningen, tussen 1906 en 1910 gebouwd in een verzorgde traditionalistische bouwtrant. | 1906-1910 |                              | Verwersdijk 67/67a/69                           | 52° 0' 55" NB, 4° 21' 23" OL | 0503/689  | Pand met bedrijfsruimte en beneden- en bovenwoningen, tussen 1906 en 1910 gebouwd in een verzorgde traditionalistische bouwtrant. |
| Woonhuis, in oorsprong eenlaags pand, mogelijk uit het midden van de 19de eeuw, vergelijkbaar met het rechts belendende pand, en eind 19de eeuw met een verdieping verhoogd waarbij de voorgevel werd gepleisterd. Voorgevel uitgevoerd in traditioneel-classicistische trant. | 1850      |                              | Verwersdijk 71                                  | 52° 0' 55" NB, 4° 21' 23" OL | 0503/1226 | Woonhuis, in oorsprong eenlaags pand, mogelijk uit het midden van de 19de eeuw, vergelijkbaar met het rechts belendende pand, en eind 19de eeuw met een verdieping verhoogd waarbij de voorgevel werd gepleisterd. Voorgevel uitgevoerd in traditioneel-classicistische trant. |
| Pand uit de 19de eeuw in een sobere traditioneel-classicistische bouwtrant. | 1800-1900 |                              | Verwersdijk 73                                  | 52° 0' 55" NB, 4° 21' 22" OL | 0503/693  | Pand uit de 19de eeuw in een sobere traditioneel-classicistische bouwtrant. |
| Woonhuis uit de tweede helft van de 19de eeuw, in een verzorgde eclectisch-classicistische trant. | 1850-1900 |                              | Verwersdijk 75                                  | 52° 0' 56" NB, 4° 21' 22" OL | 0503/1228 | Woonhuis uit de tweede helft van de 19de eeuw, in een verzorgde eclectisch-classicistische trant. |
| Woonhuis in sobere traditionele vormen, uit de vroege 19de of de late 18de eeuw. | 1775-1825 |                              | Visstraat 41                                    | 52° 0' 53" NB, 4° 21' 23" OL | 0503/1236 | Woonhuis in sobere traditionele vormen, uit de vroege 19de of de late 18de eeuw. |
| Woonhuis uit de 19de eeuw in sobere traditionele vormen. | 1800-1900 |                              | Visstraat 43                                    | 52° 0' 53" NB, 4° 21' 23" OL | 0503/1237 | Woonhuis uit de 19de eeuw in sobere traditionele vormen. |
| Woonhuis in blokje van twee gespiegelde woningen in traditionele vormen, uit begin 19de of eind 18de eeuw. | 1775-1825 |                              | Visstraat 45                                    | 52° 0' 53" NB, 4° 21' 24" OL | 0503/1238 | Woonhuis in blokje van twee gespiegelde woningen in traditionele vormen, uit begin 19de of eind 18de eeuw. |
| Woonhuis in blokje van twee gespiegelde woningen in traditionele vormen, uit begin 19de of eind 18de eeuw. | 1775-1825 |                              | Visstraat 47                                    | 52° 0' 53" NB, 4° 21' 24" OL | 0503/1239 | Woonhuis in blokje van twee gespiegelde woningen in traditionele vormen, uit begin 19de of eind 18de eeuw. |
| Bedrijfspand met bovenwoningen, rond 1920 gebouwd in een traditionalistische bouwtrant, hoofdstructuur mogelijk ouder. | 1922      | J.B.A. Loomans               | Voorstraat 9/9a/9b                              | 52° 0' 48" NB, 4° 21' 22" OL | 0503/622  | Bedrijfspand met bovenwoningen, rond 1920 gebouwd in een traditionalistische bouwtrant, hoofdstructuur mogelijk ouder. |
| Bedrijfspand, in 1922 gebouwd volgens ontwerp van J.B.A. Loomans in een bouwtrant met Art-deco-invloeden, mogelijk met handhaving van een oudere kern. Het is een in de Delftse binnenstad zeldzaam voorbeeld van toepassing van een bouwtrant met Art-Deco- invloeden. | 1922      | J.B.A. Loomans               | Voorstraat 15                                   | 52° 0' 48" NB, 4° 21' 22" OL | 0503/616  | Bedrijfspand, in 1922 gebouwd volgens ontwerp van J.B.A. Loomans in een bouwtrant met Art-deco-invloeden, mogelijk met handhaving van een oudere kern. Het is een in de Delftse binnenstad zeldzaam voorbeeld van toepassing van een bouwtrant met Art-Deco- invloeden. |
| Winkelwoonruimte, in oorsprong woonhuis, 19de-eeuws van karakter maar in opzet mogelijk ouder. | 1800-1899 |                              | Voorstraat 20                                   | 52° 0' 48" NB, 4° 21' 23" OL | 0503/1827 | Winkelwoonruimte, in oorsprong woonhuis, 19de-eeuws van karakter maar in opzet mogelijk ouder. |
| Woonhuis, in het laatste kwart van de 19de eeuw gebouwd in een sobere classicistische bouwtrant. Het pand is van algemeen belang voor de gemeente delft vanwege de cultuur- historische waarde. Het is architectuurhistorisch van belang als gaaf voorbeeld van sobere maar goed verzorgde laat-19de-eeuwse classicistische architectuur. | 1875      |                              | Voorstraat 21                                   | 52° 0' 49" NB, 4° 21' 21" OL | 0503/800  | Woonhuis, in het laatste kwart van de 19de eeuw gebouwd in een sobere classicistische bouwtrant. Het pand is van algemeen belang voor de gemeente delft vanwege de cultuur- historische waarde. Het is architectuurhistorisch van belang als gaaf voorbeeld van sobere maar goed verzorgde laat-19de-eeuwse classicistische architectuur. |
| Woonhuis, laat middeleeuws van karakter, in een sobere classicistische bouwtrant. het is van belang als gaaf voorbeeld van de 19de-eeuwse traditionele bouwtrant. | 1875-1900 |                              | Voorstraat 23                                   | 52° 0' 49" NB, 4° 21' 21" OL | 0503/801  | Woonhuis, laat middeleeuws van karakter, in een sobere classicistische bouwtrant. het is van belang als gaaf voorbeeld van de 19de-eeuwse traditionele bouwtrant. |
| Woonhuis, in opzet 17de-eeuws of ouder met voorgevel uit 1896, ontworpen door J.A. Tonnaer in een eclectische bouwstijl o.a. met aan de gotiek ontleende vormen. | 1600-1699 | J.H. Tonnaer                 | Voorstraat 27/27a                               | 52° 0' 49" NB, 4° 21' 21" OL | 0503/614  | Woonhuis, in opzet 17de-eeuws of ouder met voorgevel uit 1896, ontworpen door J.A. Tonnaer in een eclectische bouwstijl o.a. met aan de gotiek ontleende vormen. |
| Woonhuis, 19de-eeuws van karakter, in opzet mogelijk ouder. Voorgevel in sobere traditioneel-classicistische vormen. | 1800-1899 |                              | Voorstraat 31                                   | 52° 0' 49" NB, 4° 21' 21" OL | 0503/1823 | Woonhuis, 19de-eeuws van karakter, in opzet mogelijk ouder. Voorgevel in sobere traditioneel-classicistische vormen. |
| Woonhuis in sobere 19de-eeuwse vormen, mogelijk met oudere kern. | 1800-1899 |                              | Voorstraat 33/35                                | 52° 0' 50" NB, 4° 21' 20" OL | 0503/823  | Woonhuis in sobere 19de-eeuwse vormen, mogelijk met oudere kern. |
| Winkelwoonhuis met voorgevel uit de 19de eeuw, maar in opzet ouder. Pui gewijzigd in 1911. | 1800-1899 |                              | Voorstraat 37/39                                | 52° 0' 50" NB, 4° 21' 20" OL | 0503/825  | Winkelwoonhuis met voorgevel uit de 19de eeuw, maar in opzet ouder. Pui gewijzigd in 1911. |
| Woonhuis, onderdeel van rijtje van drie identieke huizen, in het laatste kwart van de 19de eeuw gebouwd in traditioneel classicistische vormen, ter plaatse van de uit 1836 daterende en in 1886 afgebroken St. Hippolytuskerk. | 1875-1899 |                              | Voorstraat 45a                                  | 52° 0' 50" NB, 4° 21' 20" OL | 0503/1890 | Woonhuis, onderdeel van rijtje van drie identieke huizen, in het laatste kwart van de 19de eeuw gebouwd in traditioneel classicistische vormen, ter plaatse van de uit 1836 daterende en in 1886 afgebroken St. Hippolytuskerk. |
| Woonhuis, onderdeel van rijtje van drie identieke huizen, in het laatste kwart van de 19de eeuw, gebouwd in traditioneel classicistische vormen, ter plaatse van de uit 1836 daterende en in 1886 afgebroken St. Hippolytuskerk. | 1875-1899 |                              | Voorstraat 45b                                  | 52° 0' 50" NB, 4° 21' 20" OL | 0503/1891 | Woonhuis, onderdeel van rijtje van drie identieke huizen, in het laatste kwart van de 19de eeuw, gebouwd in traditioneel classicistische vormen, ter plaatse van de uit 1836 daterende en in 1886 afgebroken St. Hippolytuskerk. |
| Woonhuis, onderdeel van rijtje van drie identieke huizen, in het laatste kwart van de 19de eeuw, gebouwd in traditioneel classicistische vormen, ter plaatse van de uit 1836 daterende en in 1886 afgebroken St. Hippolytuskerk. | 1875-1899 |                              | Voorstraat 45c                                  | 52° 0' 51" NB, 4° 21' 19" OL | 0503/1892 | Woonhuis, onderdeel van rijtje van drie identieke huizen, in het laatste kwart van de 19de eeuw, gebouwd in traditioneel classicistische vormen, ter plaatse van de uit 1836 daterende en in 1886 afgebroken St. Hippolytuskerk. |
| Woonhuis, 19de-eeuws van karakter maar in oorsprong 17de-eeuws of ouder. | 1600-1699 |                              | Voorstraat 47/47a                               | 52° 0' 51" NB, 4° 21' 19" OL | 0503/1824 | Woonhuis, 19de-eeuws van karakter maar in oorsprong 17de-eeuws of ouder. |
| Woonhuis uit de 19de eeuw, in traditioneel-classicistische vormen. In oorsprong mogelijk ouder. | 1800-1899 |                              | Voorstraat 51                                   | 52° 0' 51" NB, 4° 21' 19" OL | 0503/1825 | Woonhuis uit de 19de eeuw, in traditioneel-classicistische vormen. In oorsprong mogelijk ouder. |
| Bedrijfspand met bovenwoning, hoofdzakelijk uit de 19de eeuw, in traditioneel-classicistische vormen. | 1800-1899 |                              | Voorstraat 57/57a                               | 52° 0' 52" NB, 4° 21' 19" OL | 0503/1826 | Bedrijfspand met bovenwoning, hoofdzakelijk uit de 19de eeuw, in traditioneel-classicistische vormen. |
| Bedrijfspand met bovenwoning, in oorsprong woonhuis, 19de-eeuws van karakter maar in oorsprong wellicht ouder, met voorgevel in sobere traditioneel-classicistische vormen. Links een overbouwde poort. | 1800-1899 |                              | Voorstraat 58/58a                               | 52° 0' 52" NB, 4° 21' 20" OL | 0503/1249 | Bedrijfspand met bovenwoning, in oorsprong woonhuis, 19de-eeuws van karakter maar in oorsprong wellicht ouder, met voorgevel in sobere traditioneel-classicistische vormen. Links een overbouwde poort. |
| Bedrijfspand met bovenwoning, in oorsprong woonhuis, uit de 18de eeuw of eerder. In 20ste eeuw op begane grond verbouwd ten behoeve van een garagebedrijf. Achterhuis in oorsprong 17de-eeuws. | 1700-1799 |                              | Voorstraat 68/68a                               | 52° 0' 53" NB, 4° 21' 19" OL | 0503/1251 | Bedrijfspand met bovenwoning, in oorsprong woonhuis, uit de 18de eeuw of eerder. In 20ste eeuw op begane grond verbouwd ten behoeve van een garagebedrijf. Achterhuis in oorsprong 17de-eeuws. |
| Voormalig bedrijfspand uit het einde van de 18de eeuw of het begin van de 19de eeuw. In oorsprong behorend bij Oude Delft 212. Pand in sobere traditionele vormen. Het pand is voor de gemeente delft van algemeen belang vanwege de cultuur- historische waarde. Het is een relatief zeldzaam en overwegend gaaf voorbeeld van historische bedrijfsbebouwing op binnenterreinen. | 1875-1925 |                              | Voorstraat 79, Oude Delft 212                   | 52° 0' 53" NB, 4° 21' 17" OL | 0503/786  | Voormalig bedrijfspand uit het einde van de 18de eeuw of het begin van de 19de eeuw. In oorsprong behorend bij Oude Delft 212. Pand in sobere traditionele vormen. Het pand is voor de gemeente delft van algemeen belang vanwege de cultuur- historische waarde. Het is een relatief zeldzaam en overwegend gaaf voorbeeld van historische bedrijfsbebouwing op binnenterreinen. |
| Bedrijfspand met bovenwoning in 1903 ontworpen door C.J. L. Kersbergen als onderdeel van een reeks van drie panden, Voorstraat 85t/m/ 89a, met elk een eigen karakter in een bouwtrant met traditionalistische, Berlagiaanse kenmerken en Art-Nouveau-invloeden Het pand is belang voorde gemeente Delft vanwege de architectuurhistorische en cultuurhistorische waarde. Het is van belang als werk in het oeuvre van C.J.L. Kersbergen en laat met het hele blokje Voorstraat 85 t.m. 89a zien hoe deze architect nieuwbouw in het stadsbeeld liet passen. | 1903      | C.J.L. Kersbergen            | Voorstraat 85/85a                               | 52° 0' 54" NB, 4° 21' 16" OL | 0503/618  | Bedrijfspand met bovenwoning in 1903 ontworpen door C.J. L. Kersbergen als onderdeel van een reeks van drie panden, Voorstraat 85t/m/ 89a, met elk een eigen karakter in een bouwtrant met traditionalistische, Berlagiaanse kenmerken en Art-Nouveau-invloeden Het pand is belang voorde gemeente Delft vanwege de architectuurhistorische en cultuurhistorische waarde. Het is van belang als werk in het oeuvre van C.J.L. Kersbergen en laat met het hele blokje Voorstraat 85 t.m. 89a zien hoe deze architect nieuwbouw in het stadsbeeld liet passen. |
| Bedrijfspand met bovenwoning in 1903 ontworpen door C.J.L. Kersbergen als onderdeel van een reeks van drie panden, Voorstraat 85 t/m 89a, met elk een eigen karakter in een bouwtrant met traditionalistische, Berlagiaanse kenmerken en Art Nouveau-invloeden. | 1903      | C.J.L. Kersbergen            | Voorstraat 87/87a                               | 52° 0' 54" NB, 4° 21' 16" OL | 0503/827  | Bedrijfspand met bovenwoning in 1903 ontworpen door C.J.L. Kersbergen als onderdeel van een reeks van drie panden, Voorstraat 85 t/m 89a, met elk een eigen karakter in een bouwtrant met traditionalistische, Berlagiaanse kenmerken en Art Nouveau-invloeden. |
| Woonhuis met voorgevel uit het einde van de 19de eeuw in eclectische vormen, in oorsprong mogelijk ouder. | 1850-1899 |                              | Voorstraat 88                                   | 52° 0' 55" NB, 4° 21' 17" OL | 0503/1252 | Woonhuis met voorgevel uit het einde van de 19de eeuw in eclectische vormen, in oorsprong mogelijk ouder. |
| Bedrijfspand met bovenwoning in 1903 ontworpen door C.J.L. Kersbergen als onderdeel van een reeks van drie panden, Voorstraat 85 t/m 89a, met elk een eigen karakter in een bouwtrant met traditionalistische, Berlagiaanse kenmerken en Art Nouveau-invloeden. | 1903      | C.J.L. Kersbergen            | Voorstraat 89/89a                               | 52° 0' 54" NB, 4° 21' 16" OL | 0503/829  | Bedrijfspand met bovenwoning in 1903 ontworpen door C.J.L. Kersbergen als onderdeel van een reeks van drie panden, Voorstraat 85 t/m 89a, met elk een eigen karakter in een bouwtrant met traditionalistische, Berlagiaanse kenmerken en Art Nouveau-invloeden. |
| Woonhuis, samen met het identieke woonhuis aan de linkerzijde in 1889 gebouwd door aannemer L.J. van Vondelen in een sobere traditionalistisch-classicistische bouwtrant. Het is van belang in samen- hang met het links belendende pand. Het is een goed en gaaf voorbeeld van sobere traditionalistisch-classicistische gevelarchitectuur uit het einde van de 19de eeuw. | 1889      | L.J. Vondelen, van           | Voorstraat 94                                   | 52° 0' 55" NB, 4° 21' 17" OL | 0503/611  | Woonhuis, samen met het identieke woonhuis aan de linkerzijde in 1889 gebouwd door aannemer L.J. van Vondelen in een sobere traditionalistisch-classicistische bouwtrant. Het is van belang in samen- hang met het links belendende pand. Het is een goed en gaaf voorbeeld van sobere traditionalistisch-classicistische gevelarchitectuur uit het einde van de 19de eeuw. |
| Woonhuis, samen met het identieke woonhuis aan de rechterzijde in 1889 gebouwd door aannemer L.J. van Vondelen in een sobere traditionalistisch-classicistische bouwtrant. Het is van belang in samen- hang met het rechts belendende pand. Het is een goed en gaaf voorbeeld van sobere traditionalistisch-classicistische gevelarchitectuur uit het einde van de 19de eeuw. | 1889      | L.J. Vondelen, van           | Voorstraat 94a                                  | 52° 0' 55" NB, 4° 21' 17" OL | 0503/612  | Woonhuis, samen met het identieke woonhuis aan de rechterzijde in 1889 gebouwd door aannemer L.J. van Vondelen in een sobere traditionalistisch-classicistische bouwtrant. Het is van belang in samen- hang met het rechts belendende pand. Het is een goed en gaaf voorbeeld van sobere traditionalistisch-classicistische gevelarchitectuur uit het einde van de 19de eeuw. |
| Loodsje, in de tweede helft van de 19de eeuw gebouwd als brandspuithuisje, in eclectisch-classicistische vormen. | 1850-1899 |                              | Wateringsevest 31                               | 52° 0' 59" NB, 4° 21' 6" OL  | 0503/1828 | Upload foto |